# 毛花直瓣苣苔
毛花直瓣苣苔（学名：Ancylostemon trichanthus）为苦苣苔科直瓣苣苔属下的一个种。

## 扩展阅读
- 維基物種上的相關：毛花直瓣苣苔